# 金沙溪
金沙溪是中華民國金門縣金沙鎮的一條河流，是金門縣東北部的主要溪流。水源來自太武山的汶水溪和斗門溪，兩溪往北流到後水頭附近匯流成金沙溪。金沙溪供應金沙鎮的民生及灌溉用水，是金門重要的水源之一。